# 龙普碧纳
龙婆碧纳（1913年3月1日—2002年10月15日），泰國佛教僧侶，生于泰国烏泰他尼府。

## 生平
龙婆碧纳童年期间，时常啼哭直至脸部发青，他母亲经常带他寻访医生进行治疗。当地僧伽龙婆行告诉他妈妈，必须为其改名，取名「碧纳」，意思是转运、改变方向。自从更改名字之后，症状有所减轻。自他父亲去世之后，开始出家做沙弥，1939年（佛历2481年）在浓涛寺，由塔昙-县级僧长帕库乌洞库纳蓬传戒，帕马哈唵弩崴作为导师，成为正式僧伽。导师们在-釦滴迪波寺，同年雨居节教导龙婆碧纳修习不净观。为期20天的修习，由于恐惧死亡，碧纳师父感到不适。这或许是一种感应，他母亲在不净观修习的第 11 天去世。奔丧收斂碧纳母亲時，导师嘱咐切开亡者腹部，观察已腐烂的尸体，碧纳师父为此无法服食与安眠长达 3－4天，并要求导师允许他更换修行地点5天。
导师随后问龙婆碧纳与另一位僧伽，为何人们畏惧鬼？为什么你讨厌鬼？经过这一次开示，龙婆碧纳跟随龙婆堪在珂滴波寺修习一个月。为期一个月修习后，龙婆碧纳已不再畏惧鬼，导师并向龙婆碧纳祝福，告訴他，从此以后，他的生命将发出光彩。龙婆碧纳道别导师，准备修习精深禅定，随后行脚至昙达釦寺。抵达昙达釦寺时，原任主持龙婆昙已经圆寂。因此寺方续任主持建议龙婆碧纳留下，并做修行，龙婆碧纳在这座寺院，渡过两个雨居节（1939年－1941年，或佛历2482年－2484年）。昙达釦寺修习兩年后，龙婆碧纳参拜，禅修高僧尊者龙普曼（Luang Pu Mun Bhuridatta）学习禅定。龙普曼尊者除了教导龙婆碧纳独处修习禅定外，並敦敦教诲龙婆碧纳。龙婆碧纳跟随龙普曼修习多年禅定，直到龙普曼圆寂。随後行脚到沙拉武里府，见到一座废弃寺院，询问後得知这一座旧庙，是古代阿瑜陀耶王国首都 寺院名为洒楠唠寺。龙婆碧纳驻锡洒楠唠寺院 ，直到公元 2002 年（佛历2545年）10月15日圓寂。
圆寂前两周，龙婆碧纳写下遗言：「遗体禁止禁止注射防腐剂，保持圆寂时盘腿姿势，遗体迁入塔内，保持盘腿，不举行葬礼，无需通知太多人，禁止火葬。我以洒楠唠寺主持，佛法传授理事会主席身份责令 2002年10月4日（佛历2545年）亲笔签署这封遗书。」
龙婆碧纳在2002年（佛历2545年）10月15日清晨5時14分圆寂，享年89岁，圆寂时出现祥瑞。圓寂後12小时的遗体在依然柔软散发香味，实属罕见